# OnePlus
OnePlus ist ein chinesischer Elektronikhersteller, der im Dezember 2013 gegründet wurde. Der Hauptsitz ist in Shenzhen, Geschäftsführer ist Pete Lau. OnePlus ist Teil des chinesischen Konzerns BBK Electronics.

## Geschichte
OnePlus wurde am 16. Dezember 2013 von Pete Lau, dem früheren Geschäftsführer von Oppo Electronics, gegründet. Am 23. April 2014 veröffentlichte OnePlus sein erstes Smartphone, das OnePlus One. Die Besonderheit dieses Smartphones war, dass es von Werk ab mit der Android-Distribution CyanogenOS, die der kommerzielle Ableger der Custom-ROM CyanogenMod war, die von der Community entwickelt wird und üblicherweise vom Nutzer selbst installiert werden muss, ausgeliefert wurde.
Ende 2014 beendeten OnePlus und Cyanogen Inc., eine zwischenzeitlich gegründete Firma mit dem Ziel des kommerziellen Vertriebs von Cyanogen, ihre Kooperation. Daraufhin begann OnePlus mit der Entwicklung eines eigenen Android-Derivats unter dem Namen HydrogenOS (heute OxygenOS). Für die Weiterentwicklung dieses Betriebssystems wurden unter anderem Entwickler übernommen, die zuvor an der Entwicklung der Custom-ROM Paranoid Android beteiligt waren.
2015 stellte das Unternehmen zwei weitere Geräte vor: Das OnePlus 2 und OnePlus X. Der Verkauf und Vertrieb der Smartphones erfolgt außerhalb von China ausschließlich über die Website des Herstellers. Alle bisherigen Geräte konnten zu Anfang nur mit einem sogenannten „Invite“, also mit einer personalisierten Einladung, erworben werden. 2016 kam das Nachfolgemodell des OnePlus 2 heraus, das OnePlus 3. Bei diesem Modell verzichtete OnePlus erstmals auf das Invite-System. 2016 begann OnePlus damit, Vorabversionen von Betriebssystem-Updates bereitzustellen. Nutzer können diese als „Community Build“ bzw. „Open Beta“ bezeichneten Vorabversionen manuell installieren und testen. Hierdurch soll die Geschwindigkeit und Stabilität von Updates verbessert werden.
Im November 2016 stellte das Unternehmen das OnePlus 3T vor, welches das gleiche Gehäuse, Display und die gleiche Hauptkamera wie das OnePlus 3 verwendet, jedoch sind leistungsstärkere Prozessoren, Frontkamera und ein größerer Akku verbaut. Seit Juni 2017 ist das OnePlus 5 erhältlich. Der Verzicht auf das vierte Modell erklärt sich aus der in China verbreiteten Tetraphobie, nach der vier eine Unglückszahl ist.
Im Herbst 2017 wurde bekannt, dass OxygenOS, die hauseigene Android-Variante, umfangreiche persönliche Daten an OnePlus schickt. Dabei sind diese mit der individuellen Telefon-Erkennungsnummer IMEI und der Telefonnummer verknüpft.
Im Januar 2018 wurde bekannt, dass im Online-Shop von OnePlus die Kreditkartendaten von etwa 40.000 Kunden gestohlen wurden. Dem Hersteller zufolge wurde ein schädliches Skript im Code für den Zahlungsvorgang eingeschleust, welches die eingegebenen Daten direkt aus dem Browser abgriff und an den Urheber des Skripts sendete.
2018 wurden das OnePlus 6 und 6T vorgestellt, 2019 folgten das 7 und 7 Pro. Letztere waren insofern etwas besonderes, dass es zum ersten Mal eine in Design und Funktionsumfang größere „Pro“-Variante gab. Später im Jahr folgten dann noch das OnePlus 7T und 7T Pro, auch hier zum ersten Mal zwei Modelle. In beiden Jahren gab es auch Sondereditionen des 6T/7T Pro in Zusammenarbeit mit McLaren.
Am 14. April 2020 wurden das OnePlus 8 und 8 Pro vorgestellt, aufgrund der CoVID-19-Pandemie nur als Web-Stream auf der eigenen Website und auf YouTube. Die Geräte hatten im Vergleich zu älteren Generationen relativ hohe Preise, weshalb am 21. Juli desselben Jahres ein neues Budget-Modell der neuesten Generation, das OnePlus Nord in einer Augmented-Reality-Show vorgestellt wurde. Zu diesem Smartphone und dessen Entstehungsprozess wurde auch vor der Vorstellung in drei, jeweils etwa zehnminütigen Teilen die Dokumentation New Beginnings veröffentlicht.
Im März 2021 hat OnePlus, ähnlich wie Huawei mit Leica oder Sony mit Zeiss, eine Forschungs- und Entwicklungspartnerschaft mit dem schwedischen Kamerahersteller Hasselblad geschlossen; der Smartphonehersteller hat in die Zusammenarbeit, die auf drei Jahre geplant wurde, 150 Millionen US-Dollar investiert. Das erste Smartphone, das von der Kooperation profitieren konnte, ist das OnePlus 9 und 9 Pro, beide Modelle wurden am 23. März 2021 vorgestellt. Zum ersten Mal in der Unternehmensgeschichte präsentierte OnePlus ebenso im März 2021 eine Smartwatch, die OnePlus Watch.
Im Sommer 2021 wurde dann das OnePlus Nord 2 veröffentlicht. Auch hierfür ist OnePlus wieder eine Kooperation eingegangen, jetzt mit dem Spieleentwickler BANDAI NAMCO Europe. Diese Zusammenarbeit wurde wegen der OnePlus Nord 2 x PAC-MAN Edition gemacht.
Nokia verklagte Oppo und OnePlus am 5. August 2022 aufgrund eines ausgelaufenen Patentrechtvertrags, was zur Folge hatte, dass die Hersteller keine Smartphones mehr in Deutschland vermarkten und vertreiben durften. Am 24. Januar 2024 einigten sich die Unternehmen und somit bietet OnePlus seit dem 29. Januar 2024 wieder Smartphones in Deutschland an.

## Smartphones und Tablet

### OnePlus Series

#### OnePlus One
Das erste Smartphone von OnePlus war das OnePlus One und wurde im April 2014 erstmals der Öffentlichkeit präsentiert. Es basierte auf dem Betriebssystem Android und wurde als erstes seiner Art bereits ab Werk mit der Betriebssystem-Variante CyanogenOS (nicht zu verwechseln mit dem weit bekannteren CyanogenMod) ausgeliefert. Ab April 2015 wurde es nach einem Rechtsstreit mit Cyanogen Inc. mit der OnePlus-Eigenentwicklung OxygenOS ausgeliefert.

#### OnePlus 2
Der Nachfolger, das OnePlus 2, wurde am 27. Juli 2015 vorgestellt. Auch bei diesem Modell wurde das beim Vorgänger kritisierte Invite-System verwendet. Seit dem 11. August 2015 ist das OnePlus 2 mit 16 und 64 GB Speicher erhältlich. Seit dem 5. Dezember 2015 ist das OnePlus 2 auch ohne Einladung erhältlich.

#### OnePlus 3
Am 14. Juni 2016 stellte das Unternehmen den Nachfolger des OnePlus 2 vor, das OnePlus 3. Das Modell kann seit dem Einführungstag ohne Einladung über die offizielle Website des Herstellers gekauft werden. Es ist mit 64 GB Speicher ausgestattet und verfügt über 6 GB Arbeitsspeicher.

#### OnePlus 3T
Ab dem 28. November 2016 ist das Nachfolgemodell des OnePlus 3, das OnePlus 3T, erhältlich. Hintergrund für die Einstellung des OnePlus 3 und die Entwicklung des OnePlus 3T war die zu geringe Verfügbarkeit von einigen Bauteilen des OnePlus 3.

#### OnePlus 5
Das OnePlus 5 ist seit dem 27. Juni 2017 erhältlich und verfügt unter anderem über eine duale Hauptkamera.

#### OnePlus 5T
Das OnePlus 5T ist das Nachfolgemodell des Oneplus 5. Es ist seit dem 21. November 2017 erhältlich. Das besondere Feature des Smartphones ist sein Display mit einem Verhältnis von 18:9. Zudem haben sich die Sensoren der Rückkameras verändert.

#### OnePlus 6
Das OnePlus 6 ist das Nachfolgemodell des Oneplus 5T. Es ist seit dem 16. Mai 2018 verfügbar. Die Neuerungen sind vor allem bei der Kamera, Sprachqualität und dem neuen Design sichtbar, wobei nun eine „Notch“ (eine Aussparung des Bildschirms für eine Kameralinse) vorhanden ist. Außerdem besitzt das OnePlus 6 eine Glasrückseite anstatt der Metallrückseite, wie sie beim OnePlus 5T vorhanden war.

#### OnePlus 6T
Das Oneplus 6T ist das Nachfolgemodell des Oneplus 6 und ist seit dem 6. November 2018 erhältlich. Zu den Neuerungen zählen der Fingerabdrucksensor im Display und der größere Akku.

#### OnePlus 7
Das OnePlus 7 ist das Nachfolgemodell des OnePlus 6T. Es ist seit dem 3. Juni 2019 erhältlich. Neuerungen gegenüber dem OnePlus 6T sind ein größerer, unter dem Display eingebauter Fingerabdrucksensor und generell minimale Verbesserungen in allen Bereichen gegenüber dem OnePlus 6T.
Das OnePlus 7 Pro ist das Nachfolgemodell des OnePlus 6T. Es ist seit dem 14. Mai 2019 erhältlich und unterscheidet sich gegenüber dem OnePlus 7 vor allem durch ein größeres, nun Fluid-AMOLED-Display sowie einem größeren Akku und eine Innenkamera, die auf der Oberseite des Gerätes bei Bedarf ausfährt und so ein Display ermöglichte, das ohne Unterbrechung durch eine „Notch“ oder ein Loch fast die gesamte Fläche der Vorderseite des Geräts ausfüllte.

#### OnePlus 7T und 7T Pro
Das OnePlus 7T ist das Nachfolgemodell des OnePlus 7, das OnePlus 7T Pro ist der Nachfolger des OnePlus 7 Pro. Das OnePlus 7T ist seit dem 26. September 2019 erhältlich und unterscheidet sich gegenüber dem OnePlus 7 vor allem durch eine Verbesserung der Hauptkamera und des Displays, seit dem 10. Oktober 2019 gibt es auch die Pro-Variante, das Oneplus 7T Pro. Auch letzteres besaß die ausfahrbare Kamera und das Display ohne Unterbrechungen.

#### OnePlus 8 und 8 Pro
Das OnePlus 8 und 8 Pro wurde am 14. April 2020 vorgestellt, wie bereits die Vorgängermodelle, in zwei unterschiedlichen Ausführungen: Während das OnePlus 8 über eine 48-Megapixel-Dreifachkamera verfügt, ist im OnePlus 8 Pro eine Quad-Kamera verbaut. Beide Geräte sind 5G-fähig und können somit den neuesten Mobilfunkstandard nutzen. Im OnePlus 8 kann das Display mit bis zu 90 Hz betrieben werden, im OnePlus 8 Pro sind bis zu 120 Hz Bildwiederholrate möglich. Die ausfahrbare Frontkamera des Vorgängermodells wurde beim OnePlus 8 Pro aufgegeben, sie befindet sich hier hinter einen kleinen runden Aussparung in der linken, oberen Edek des Displays. Das Pro-Modell ist außerdem das erste Smartphone des chinesischen Herstellers, welches kabellos (mit bis zu 30 Watt Leistung) aufgeladen werden kann. Für die Schnelllade-Funktion ist ein spezielles, nur bei OnePlus erhältliches Ladegerät erforderlich. Mit diesem Modell entfiel der bisher vorhandene Preisvorteil der OnePlus-Smartphones.

#### OnePlus 8T
Das Oneplus 8T wurde am 14. Oktober 2020 in einer Online-Präsentation vorgestellt. Es hat ein flaches 6,55 Zoll großes AMOLED-Display mit einer Bildwiederholrate von 120 Hertz und einer Auflösung von 2400 × 1080 Pixeln (402 ppi). In der oberen linken Ecke des Displays ist eine 16-Megapixel-Kamera mit einem Sony-IMX471-Sensor eingebettet. Auf der Rückseite befinden sich der 48-Megapixel-Hauptsensor (Sony IMX586), die Ultraweitwinkel-Kamera mit 16 Megapixel, die 5-Megapixel-Makrokamera und die 2-Megapixel-Monochromlinse. Das Oneplus besitzt Dual Speaker. Der Akku hat eine Gesamtkapazität von 4500 mAh. Diese wurde auf zwei Akkus aufgeteilt, um das 65-Watt-Schnellladen zu ermöglichen, was den Akku in 45 Minuten von 0 % auf 100 % laden kann. Wireless Charging und eine offizielle IP-Zertifizierung wie im Oneplus 8 Pro sind nicht vorhanden. Das Oneplus 8T ist mit dem Snapdragon 865, 8 oder 12 GB RAM, 128 oder 256 GB UFS-3.1-Speicher und 5G ausgestattet und war somit zu seiner Zeit eines der schnellsten Handys auf dem Markt. Der Vorverkauf startete am 14. Oktober 2020, in den Handel kam das Oneplus 8T am 20. Oktober.

#### OnePlus 9 und 9 Pro
Das OnePlus 9 und 9 Pro wurde am 23. März 2021 in einer Online-Präsentation vorgestellt. Der Vorverkauf in Europa startete am 23. März 2021, wobei die Pro-Variante ab 31. März 2021 in den Handel kam und die Standard-Variante ab 26. April 2021 im Handel war.
Das OnePlus 9 hat ein flaches 6,55 Zoll großes Fluid-AMOLED-Display mit einer Bildwiederholrate von 120 Hertz und einer Auflösung von 2400 × 1080 Pixeln (402 ppi). Die Pro-Variante hat ein 6,70 Zoll großes Curved-Fluid-AMOLED-Display mit LTPO, das adaptiv die Bildwiederholrate von 1 Hertz bis 120 Hertz regelt. Das Display der Pro-Variante hat eine Auflösung von 3216 × 1440 Pixeln (525 ppi). In beiden Varianten ist ein Snapdragon 888 mit je 8 oder 12 GB LPDDR5-RAM und 128 oder 256 GB UFS-3.1-Speicher verbaut. Der Akku hat in beiden Varianten 4.500 mAh (2× 2.250 mAh), beide unterstützen kabelloses Laden mit 15 Watt und bzw. 50 Watt (Pro-Version). Außerdem können beide auch per Kabel mit 65 Watt geladen werden. Bei der OnePlus-9-Serie hat OnePlus mit Hasselblad zusammengearbeitet, um natürlichere Farben darzustellen. Das OnePlus 9 Pro kommt mit einer Dreifachkamera und einer optischen Bildstabilisierung. Diese besteht aus einem 48-Megapixel-Sony-IMX689-Sensor als Hauptkamera, einem 50-Megapixel-Sony-IMX766-Sensor als Ultraweitkamera (die dank Freeform-Linse bei geraden Linien eine Verzerrung von 1 % aufweist) und Makrokamera und einem 2-Megapixel-Monochrom-Sensor. Die Pro-Variante hat als Hauptkamera einen mit Sony eigens entwickelten Sony IMX 789 mit 48 Megapixeln und zusätzlich eine Telekamera mit 8 Megapixeln. Die Bilder können im 12-Bit-Raw-Format aufgenommen werden. Die Pro-Variante hat eine IP68-Zertifizierung, die Standard-Variante nicht.

#### OnePlus 10 Pro
Das OnePlus 10 Pro wurde am 11. Februar 2022 für China bzw. am 31. März 2022 für Europa vorgestellt. Das Smartphone verfügt über ein 6,7 Zoll großes QHD+ LTPO Curved AMOLED-Display mit einer Auflösung von 3216x1440 Pixel und einer adaptiven Bildwiederholrate von 1–120 Hertz. Die Kamera des OnePlus 10 Pro besitzt drei Linsen, Haupt-, Ultraweit- und Telekamera. Die 48-Megapixel-Hauptkamera verfügt über den Sony IMX789-Sensor, eine f/1.8-Blende sowie OIS/EIS. Bei der 50-Megapixel-Ultraweitwinkelkamera verbaut OnePlus den Samsung-JN1-Sensor mit einem Aufnahmewinkel von 150°und einer f/2.2-Blende. Die 8-Megapixel-Telekamera verfügt dann über 3,3-fachen Zoom, eine f/2.4-Blende und OIS, die 32-Megapixel-Frontkamera mit dem Sony IMX615-Sensor über eine f/2.0 sowie EIS. Es können unter anderem Fotos im 12-Bit-Raw-Format aufgenommen werden.
Als Prozessor kommt der Qualcomm Snapdragon 8 Gen 1 zum Einsatz, als GPU der Qualcomm Adreno 730. Dazu kommen wahlweise 8 bzw. 12 GB Arbeitsspeicher und 128 bzw. 256 GB Interner Speicher. Der Akku hat eine Kapazität von 5000 mAh, dieser kann kabelgebunden mit 80 Watt und kabellos mit 50 Watt geladen werden, Reverse Wireless Charging wird unterstützt. Die Abmessungen des OnePlus 10 Pro sind 163 × 73,9 × 8,5 mm, das Smartphone ist 201 Gramm schwer. Das OnePlus 10 Pro verfügt über NFC, Dual-SIM und USB Typ-C 3.0, es unterstützt WiFi 6 und den Mobilfunkstandard 5G. Kritikpunkte sind die mangelnde eSIM-Funktion und das vergleichsweise dunkle Display. Die Kamera des OnePlus 10 Pro ist im Vergleich zum Vorgänger ein Rückschritt, auch entfällt die IP-Zertifizierung, welche das OnePlus 9 Pro noch hatte. Bei Marktstart war das aktuelle Betriebssystem Android 12 mit der Benutzeroberfläche OxygenOS.

#### OnePlus 10T
Das OnePlus 10T wurde am 3. August 2022 vorgestellt. Das Smartphone besitzt ein 6,7 Zoll großes AMOLED-Display mit einer Auflösung von 2412 x 1080 Pixeln (394 PPI) und einem Format von 20:9. Die Kamera des OnePlus 10T verfügt über drei Linsen, Haupt-, Ultraweitwinkel- und Makrokamera. Bei der 50-Megapixel-Hauptkamera verbaut OnePlus den Sony IMX766-Sensor, mit einer f/1.88-Blende und OIS. Die 8-Megapixel-Ultraweitwinkelkamera verfügt über den Sony IMX355-Sensor und hat einen Aufnahmewinkel von 119°. Außerdem verfügt das OnePlus 10T noch über die 2-Megapixel-Makrokamera sowie die 16-Megapixel-Frontkamera mit einer f/2.4-Blende. Als Prozessor verbaut OnePlus den Flaggschiffprozessor Qualcomm Snapdragon 8+ Gen 1, als GPU den Qualcomm Adreno 730. Dazu kommen wahlweise 8, 12 oder 16 GB Arbeitsspeicher sowie 128 oder 256 GB Interner Speicher. Der Akku hat eine Kapazität 4800 mAh, dieser kann über Super VOOC mit 150 Watt kabelgebunden geladen werden, kabelloses Laden wird nicht unterstützt. Die Abmessungen des OnePlus 10T sind 163 x 75,4 x 8,8, das Smartphone ist 203,5 Gramm schwer. Das OnePlus 10T verfügt über NFC und Dual-SIM, es unterstützt außerdem WiFi 6 und den Mobilfunkstandard 5G. Zu kritisieren ist, dass das Wireless-Charging nicht unterstützt wird, der Prozessor überhitzt und die Kamera ein Rückschritt ist. Bei Marktstart war das aktuelle Betriebssystem Android 12 mit der Benutzeroberfläche OxygenOS.

#### OnePlus 11
Das OnePlus 11 wurde am 4. Januar für China bzw. am 7. Februar 2023 für Europa vorgestellt. Das Smartphone verfügt über ein 6,7 Zoll großes LTPO3-Fluid-AMOLED-Display mit einer QHD+-Auflösung von 3216x1440 Pixel (525 PPI), einer adaptiven Bildwiederholrate von 1–120 Hertz, einem Seitenverhältnis von 20,1:9, gefertigt aus Corning Gorilla Glass Victus. Die Kamera des OnePlus 11 besteht aus drei Linsen, Haupt-, Ultraweitwinkel- und Telekamera. Bei der Hauptkamera verbaut OnePlus den Sony IMX890-Bildsensor mit einer Sensorgröße von 1/1,56 Zoll, 1,0-µm-Pixelgröße, 24-mm-Brennweite, einer f/1.8-Blende sowie optischer und elektronischer Bildstabilisierung. Die 48-Megapixel-Ultraweitwinkelkamera verfügt über den Sony IMX581-Bildsensor mit einer Sensorgröße von 1/2 Zoll, einem 115°-Sichtfeld und einem Autofokus. Des Weiteren verbaut OnePlus eine 32-Megapixel-Portrait-Telekamera mit dem Sony IMX709-Bildsensor mit einer Sensorgröße von 1/2,74 Zoll, einer f/2.2-Blende, einem 49°-Sichtfeld und 2-fach optischen Zoom. Videos können sowohl in 4K als auch in 8K aufgenommen werden. Die Frontkamera verfügt über 16 Megapixel und eine f/2.5-Blende.
Als Prozessor kommt der Flaggschiffprozessor Qualcomm Snapdragon 8 Gen 2 zum Einsatz, als GPU der Qualcomm Adreno 740. Dazu kommen wahlweise 8 bzw. 16 GB LPDDR5X-Arbeitsspeicher und 128 bzw. 256 GB interner UFS 4.0-Speicher. Der Akku hat eine Kapazität von 5000 mAh und kann per Super VOOC mit 100 Watt geladen werden. Die Abmessungen des OnePlus 11 sind 163,1 × 74,1 × 8,53 mm, das Smartphone ist 205 Gramm schwer. Das Oneplus 11 verfügt über Dual-SIM, eSIM, Bluetooth 5.3, NFC, USB Typ-C 2.0, ist IP67-zertifiziert und unterstützt WiFi 7 sowie den Mobilfunkstandard 5G, entsperrt werden kann das Smartphone über einen In-Display-Fingerabdrucksensor oder über eine 2D-Gesichtserekennung. Kritikpunkte sind die fehlende Wireless-Charging-Funktion und der geringe Übertragungsstandard USB Typ-C 2.0.
Bei Marktstart war das aktuelle Betriebssystem Android 13 mit der Benutzeroberfläche OxygenOS. Bei Marktstart war OnePlus 11 aufgrund eines Patentstreits mit Nokia in Deutschland nicht erhältlich.

#### OnePlus 13
Das Oneplus 13 erscheint in einem ähnlichen Design wie die Vorgängergeneration. Sowohl Display als auch Rückseite sind zu allen Seiten leicht abgerundet, das Kameraelement befindet sich in einem Kreis auf der linken oberen Seite der Rückseite. Das Oneplus 13 ist in den Farben Schwarz und Weiß sowie in blauen Kunstleder erhältlich, erstmals seit dem Oneplus 9 bietet Oneplus keinen grünen Farbton mehr an.
Das Oneplus 12 besitzt ein 6,82 Zoll großes LTPO-AMOLED-Display, mit einer Auflösung von 3168 x 1440 Pixeln (510 PPI), einer adaptiven Bildwiederholrate von 1–120 Hertz und einer Maximalhelligkeit von 4500 Nits. Die Hauptkamera des Smartphones verfügt dann über eine 50-Megapixel-Weitwinkelkamera mit einer f/1.6-Blende, einer Brennweite von 23 mm, einen Autofokus und Optische Bildstabilisierung. Die 50-Megapixel-Ultraweitwinkelkamera erscheint mit einer f/2.0-Blende, einer 15mm-Blende, einem Aufnahmewinkel von 120° und ebenfalls einem Autofokus. Als weitere Kamera verwendet Oneplus ein Teleobjektiv mit einer Auflösung von 50 Megapixel, einer f/2.6-Blende, einer 73mm-Brennweite, 3-fach optischen Zoom, sowie optischer Bildstabilisierung und einem Autofokus.
Die 32-Megapixel-Frontkamera hat 21mm-Brennweite und eine f/2.4-Blende.
Oneplus verbaut den Flaggschiffprozessor Qualcomm Snapdragon 8 Elite zusammen mit dem Grafikprozessor Qualcomm Adern 830. Dazu kommen dann 12 bzw. 16 GB Arbeitsspeicher und 256 oder 512 GB interner LPDDR5X Speicher. Das Oneplus 13 kommt mit einem 6000 mAh großen Akku der neuen Silizium-Kohlenstoff-Technologie sowie dem hauseigenen Tiangong-Kühlsystem. Dieser kann kabelgebunden mit 100 Watt, kabellos mit 50 Watt (QI) geladen werden, das Smartphone kann andere Geräte mit 10 Watt kabellos und mit 5 Watt kabelgebunden laden. Das Oneplus 13 hat die Abmessungen 162,9 mm × 76,5 mm × 8,5 mm, das Smartphone wiegt 210 Gramm. Das Oneplus 13 verfügt außerdem über Dual-SIM, Bluetooth 5.4, USB Typ-C 3.2, NFC, ist IP69-zertifiziert und unterstützt WiFi7 sowie 5G, auch verbaut Oneplus wieder den bekannten Alert-Slider, mit dem zwischen Lautlos, Vibrieren und Klingen gewechselt werden kann.
Das Oneplus 13 wurde am 7. Januar 2025 vorgestellt und ist mit Android 15 und ColorOS 15 erschienen, Oneplus bietet Vier Android-Versionsupdates sowie sechs Jahre Sicherheitsunterstützung.

### OnePlus Datenübersicht
| Modell                                 | Modell                                 | OnePlus One                  | OnePlus 2                    | OnePlus X                    | OnePlus 3                   | OnePlus 3T                   | OnePlus 5                   | OnePlus 5T                  | OnePlus 6                   | OnePlus 6T                  | OnePlus 7                    | OnePlus 7 Pro                   | OnePlus 7T                                                      | OnePlus 7T Pro                                                 | OnePlus 8                                          | OnePlus 8 Pro                                                                        | OnePlus 8T                                                                | OnePlus Nord                                                                      | OnePlus 9                                              | OnePlus 9 Pro                                                           |
| -------------------------------------- | -------------------------------------- | ---------------------------- | ---------------------------- | ---------------------------- | --------------------------- | ---------------------------- | --------------------------- | --------------------------- | --------------------------- | --------------------------- | ---------------------------- | ------------------------------- | --------------------------------------------------------------- | -------------------------------------------------------------- | -------------------------------------------------- | ------------------------------------------------------------------------------------ | ------------------------------------------------------------------------- | --------------------------------------------------------------------------------- | ------------------------------------------------------ | ----------------------------------------------------------------------- |
| Vertriebsstatus (seitens OnePlus)      | Vertriebsstatus (seitens OnePlus)      | Verkauf eingestellt          | Verkauf eingestellt          | Verkauf eingestellt          | Verkauf eingestellt         | Verkauf eingestellt          | Verkauf eingestellt         | Verkauf eingestellt         | Verkauf eingestellt         | Verkauf eingestellt         | Verkauf eingestellt          | Verkauf eingestellt             | ausverkauft                                                     | ausverkauft                                                    | verfügbar (in Deutschland August 2022 eingestellt) | verfügbar (in Deutschland August 2022 eingestellt)                                   | verfügbar (in Deutschland August 2022 eingestellt)                        | verfügbar (in Deutschland August 2022 eingestellt)                                | verfügbar (in Deutschland August 2022 eingestellt)     | verfügbar (in Deutschland August 2022 eingestellt)                      |
|                                        |                                        |                              |                              |                              |                             |                              |                             |                             |                             |                             |                              |                                 |                                                                 |                                                                |                                                    |                                                                                      |                                                                           |                                                                                   |                                                        |                                                                         |
| Flash-Speicher                         | 16 GB                                  | Grünes Häkchensymbol für ja  | Grünes Häkchensymbol für ja  | Grünes Häkchensymbol für ja  |                             |                              |                             |                             |                             |                             |                              |                                 |                                                                 |                                                                |                                                    |                                                                                      |                                                                           |                                                                                   |                                                        |                                                                         |
| Flash-Speicher                         | 64 GB                                  | Grünes Häkchensymbol für ja  | Grünes Häkchensymbol für ja  |                              | Grünes Häkchensymbol für ja | Grünes Häkchensymbol für ja  | Grünes Häkchensymbol für ja | Grünes Häkchensymbol für ja | Grünes Häkchensymbol für ja |                             |                              |                                 |                                                                 |                                                                |                                                    |                                                                                      |                                                                           |                                                                                   |                                                        |                                                                         |
| Flash-Speicher                         | 128 GB                                 |                              |                              |                              |                             | Grünes Häkchensymbol für ja  | Grünes Häkchensymbol für ja | Grünes Häkchensymbol für ja | Grünes Häkchensymbol für ja | Grünes Häkchensymbol für ja | Grünes Häkchensymbol für ja  | Grünes Häkchensymbol für ja     | Grünes Häkchensymbol für ja                                     |                                                                | Grünes Häkchensymbol für ja                        | Grünes Häkchensymbol für ja                                                          | Grünes Häkchensymbol für ja                                               | Grünes Häkchensymbol für ja                                                       | Grünes Häkchensymbol für ja                            | Grünes Häkchensymbol für ja                                             |
| Flash-Speicher                         | 256 GB                                 |                              |                              |                              |                             |                              |                             |                             | Grünes Häkchensymbol für ja | Grünes Häkchensymbol für ja | Grünes Häkchensymbol für ja  | Grünes Häkchensymbol für ja     |                                                                 | Grünes Häkchensymbol für ja                                    | Grünes Häkchensymbol für ja                        | Grünes Häkchensymbol für ja                                                          | Grünes Häkchensymbol für ja                                               | Grünes Häkchensymbol für ja                                                       | Grünes Häkchensymbol für ja                            | Grünes Häkchensymbol für ja                                             |
|                                        |                                        |                              |                              |                              |                             |                              |                             |                             |                             |                             |                              |                                 |                                                                 |                                                                |                                                    |                                                                                      |                                                                           |                                                                                   |                                                        |                                                                         |
| RAM                                    | 3 GB                                   | Grünes Häkchensymbol für ja  | Grünes Häkchensymbol für ja  | Grünes Häkchensymbol für ja  |                             |                              |                             |                             |                             |                             |                              |                                 |                                                                 |                                                                |                                                    |                                                                                      |                                                                           |                                                                                   |                                                        |                                                                         |
| RAM                                    | 4 GB                                   |                              | Grünes Häkchensymbol für ja  |                              |                             |                              |                             |                             |                             |                             |                              |                                 |                                                                 |                                                                |                                                    |                                                                                      |                                                                           |                                                                                   |                                                        |                                                                         |
| RAM                                    | 6 GB                                   |                              |                              |                              | Grünes Häkchensymbol für ja | Grünes Häkchensymbol für ja  | Grünes Häkchensymbol für ja | Grünes Häkchensymbol für ja | Grünes Häkchensymbol für ja | Grünes Häkchensymbol für ja | Grünes Häkchensymbol für ja  | Grünes Häkchensymbol für ja     |                                                                 |                                                                |                                                    |                                                                                      |                                                                           |                                                                                   |                                                        |                                                                         |
| RAM                                    | 8 GB                                   |                              |                              |                              |                             |                              | Grünes Häkchensymbol für ja | Grünes Häkchensymbol für ja | Grünes Häkchensymbol für ja | Grünes Häkchensymbol für ja | Grünes Häkchensymbol für ja  | Grünes Häkchensymbol für ja     | Grünes Häkchensymbol für ja                                     | Grünes Häkchensymbol für ja                                    | Grünes Häkchensymbol für ja                        | Grünes Häkchensymbol für ja                                                          | Grünes Häkchensymbol für ja                                               | Grünes Häkchensymbol für ja                                                       | Grünes Häkchensymbol für ja                            | Grünes Häkchensymbol für ja                                             |
| RAM                                    | 10 GB                                  |                              |                              |                              |                             |                              |                             |                             |                             | Grünes Häkchensymbol für ja |                              |                                 |                                                                 |                                                                |                                                    |                                                                                      |                                                                           |                                                                                   |                                                        |                                                                         |
| RAM                                    | 12 GB                                  |                              |                              |                              |                             |                              |                             |                             |                             |                             |                              | Grünes Häkchensymbol für ja     |                                                                 | Grünes Häkchensymbol für ja                                    | Grünes Häkchensymbol für ja                        | Grünes Häkchensymbol für ja                                                          | Grünes Häkchensymbol für ja                                               | Grünes Häkchensymbol für ja                                                       | Grünes Häkchensymbol für ja                            | Grünes Häkchensymbol für ja                                             |
|                                        |                                        |                              |                              |                              |                             |                              |                             |                             |                             |                             |                              |                                 |                                                                 |                                                                |                                                    |                                                                                      |                                                                           |                                                                                   |                                                        |                                                                         |
| Akkukapazität                          | Akkukapazität                          | 11,78 Wh 3100 mAh, 3,8 Volt  | 12,54 Wh 3300 mAh, 3,8 Volt  | 9,6 Wh 2525 mAh, 3,8 Volt    | 11,4 Wh 3000 mAh, 3,8 Volt  | 13,09 Wh 3400 mAh, 3,85 Volt | 12,7 Wh 3300 mAh, 3,85 Volt | 12,7 Wh 3300 mAh, 3,85 Volt | 12,7 Wh 3300 mAh, 3,85 Volt | 14,2 Wh 3700 mAh, 3,85 Volt | 14,06 Wh 3700 mAh, 3,85 Volt | 15,4 Wh 4000 mAh, 3,85 Volt     | 14,63 Wh 3800 mAh, 3,85 Volt                                    | 15,73 Wh 4085 mAh, 3,85 Volt                                   | 16,53 Wh 4300 mAh, 3,85 Volt                       | 17,36 Wh 4510 mAh, 3,85 Volt                                                         | 2 × 2250 mAh 4500 mAh                                                     | 4115 mAh                                                                          | 2 × 2250 mAh 4500 mAh                                  | 2 × 2250 mAh 4500 mAh                                                   |
| Gewicht                                | Gewicht                                | 162 g                        | 175 g                        | 138 g                        | 158 g                       | 158 g                        | 153 g                       | 153 g                       | 177 g                       | 185 g                       | 182 g                        | 206 g                           | 190 g                                                           | 206 g                                                          | 180 g                                              | 199 g                                                                                | 188 g                                                                     | 184 g                                                                             | 192 g                                                  | 197 g                                                                   |
| Bildschirm                             |                                        |                              |                              |                              |                             |                              |                             |                             |                             |                             |                              |                                 |                                                                 |                                                                |                                                    |                                                                                      |                                                                           |                                                                                   |                                                        |                                                                         |
| Typ                                    | IPS-LCD                                | IPS-LCD                      | AMOLED                       | AMOLED                       | AMOLED                      | AMOLED                       | AMOLED                      | AMOLED                      | Optic AMOLED                | Optic AMOLED                | Fluid AMOLED                 | Fluid AMOLED                    | Fluid AMOLED                                                    | Fluid AMOLED                                                   | Fluid AMOLED                                       | Fluid AMOLED                                                                         | Fluid AMOLED                                                              | Fluid AMOLED                                                                      | Fluid AMOLED mit LTPO                                  |                                                                         |
| Größe                                  | 5,5″ (13,97 cm)                        | 5,5″ (13,97 cm)              | 5,0″ (12,7 cm)               | 5,5″ (13,97 cm)              | 5,5″ (13,97 cm)             | 5,5″ (13,97 cm)              | 6,01″ (15,27 cm)            | 6,28″ (15,57 cm)            | 6,41″ (16,28 cm)            | 6,41″ (16,28 cm)            | 6,67″ (16,94 cm)             | 6,55" (16,64 cm)                | 6,67″ (16,94 cm)                                                | 6,55″ (16,6 cm)                                                | 6,78″ (17,2 cm)                                    | 6,55″ (16,6 cm)                                                                      | 6,44″ (16,4 cm)                                                           | 6,55″ (16,6 cm)                                                                   | 6,70″ (17 cm)                                          |                                                                         |
| Auflösung (in Pixel)                   | 1080 × 1920                            | 1080 × 1920                  | 1080 × 1920                  | 1080 × 1920                  | 1080 × 1920                 | 1080 × 1920                  | 1080 × 2160                 | 1080 × 2280                 | 1080 × 2340                 | 1080 × 2340                 | 1440 × 3120                  | 1.080 × 2.400                   | 1440 × 3120                                                     | 1080 × 2400                                                    | 1440 × 3168                                        | 1080 × 2400                                                                          | 1080 × 2400                                                               | 1080 × 2400                                                                       | 1440 × 3216                                            |                                                                         |
| Pixeldichte (in ppi)                   | 401                                    | 401                          | 441                          | 401                          | 401                         | 401                          | 401                         | 401                         | 402                         | 402                         | 515                          | 402                             | 515                                                             | 402                                                            | 513                                                | 402                                                                                  | 408                                                                       | 402                                                                               | 525                                                    |                                                                         |
| Bildwiederhol- frequenz (in Hz)        | 60                                     | 60                           | 60                           | 60                           | 60                          | 60                           | 60                          | 60                          | 60                          | 60                          | 90                           | 90                              | 90                                                              | 90                                                             | 120                                                | 120                                                                                  | 90                                                                        | 120                                                                               | 1 bis 120 adaptiv                                      |                                                                         |
| Aktuelles Betriebssystem               | Aktuelles Betriebssystem               | OxygenOS 2.1.4 Android 5.1.1 | OxygenOS 3.6.1 Android 6.0.1 | OxygenOS 3.1.4 Android 6.0.1 | OxygenOS 9.0.6 Android 9.0  | OxygenOS 9.0.6 Android 9.0   | OxygenOS 10.0.1 Android 10  | OxygenOS 10.0.1 Android 10  | OxygenOS 9.0.9 Android 10   | OxygenOS 9.0.17 Android 10  | OxygenOS 10.0 Android 10     | OxygenOS 10.0.2.GM21 Android 10 | OxygenOS 10.0.6.HD65 Android 10                                 | OxygenOS 10.0.6.HD01 Android 10                                | OxygenOS 11.0.8.8.IN21BA Android 11                | OxygenOS 13.1 Android 13                                                             | OxygenOS 13.1 Android 13                                                  | OxygenOS Android 10                                                               | OxygenOS Android 11                                    | OxygenOS Android 11                                                     |
| Quellen, sofern nicht explizit genannt | Quellen, sofern nicht explizit genannt | [ 46 ]                       | [ 47 ]                       | [ 48 ]                       | [ 49 ]                      | [ 50 ]                       | [ 51 ]                      | [ 52 ]                      | [ 53 ]                      | [ 54 ]                      | [ 55 ]                       | [ 56 ]                          | [ 57 ]                                                          | [ 58 ]                                                         | [ 59 ]                                             | [ 60 ]                                                                               |                                                                           | [ 61 ]                                                                            | [ 62 ]                                                 | [ 63 ]                                                                  |
| CPU                                    | CPU                                    | Qualcomm Snapdragon 801      | Qualcomm Snapdragon 810      | Qualcomm Snapdragon 801      | Qualcomm Snapdragon 820     | Qualcomm Snapdragon 821      | Qualcomm Snapdragon 835     | Qualcomm Snapdragon 835     | Qualcomm Snapdragon 845     | Qualcomm Snapdragon 845+    | Qualcomm Snapdragon 855      | Qualcomm Snapdragon 855         | Qualcomm Snapdragon 855 Plus                                    | Qualcomm Snapdragon 855 Plus                                   | Qualcomm Snapdragon 865                            | Qualcomm Snapdragon 865                                                              | Qualcomm Snapdragon 865                                                   | Qualcomm Snapdragon 765                                                           | Qualcomm Snapdragon 888                                | Qualcomm Snapdragon 888                                                 |
| Haupt-Kamera                           | Haupt-Kamera                           |                              |                              |                              |                             |                              |                             |                             |                             |                             |                              |                                 | Hauptkamera: 48 MP, Ultraweitwinkel: 16 MP, Tele (2fach): 12 MP | Hauptkamera: 48 MP, Ultraweitwinkel: 16 MP, Tele (3fach): 8 MP | Primär: 48 MP, Makro: 2 MP, Ultraweitwinkel: 16 MP | Primär: 48 MP, Teleobjektiv: 8 MP, Ultraweitwinkel: 48 MP, Farbfilter-Objektiv: 5 MP | Hauptkamera: 48 MP, Ultraweitwinkel: 16 MP, Makro: 5 MP, Monochrome: 2 MP | Primär: IMX586 / 48 MP, Ultra-Weitwinkel: 8 MP, Tiefenobjektiv: 5 MP, Makro: 2 MP | Hauptkamera 48 MP, Ultra-Wide: 50 MP, Monochrome: 2 MP | Hauptkamera 48 MP, Ultra-Wide: 50 MP, Telephoto: 8 MP, Monochrome: 2 MP |

### OnePlus Nord Series bzw. Mittelklasse

#### OnePlus X
Am 29. Oktober 2015 stellte das Unternehmen ein weiteres Smartphone vor, das der gehobenen Mittelklasse zuzuordnen ist. Das Gerät wird in zwei verschiedenen Versionen angeboten, die sich nur durch ihre Gehäuserückseite unterscheiden. Das OnePlus X ist mit einem Snapdragon-801-Prozessor mit 2,3 GHz Quadcore-CPU ausgestattet, als Arbeitsspeicher kommen 3 GB [LPDDR3] zum Einsatz. Es hat ein 5-Zoll-[Organische Leuchtdiode|OLED]-Active-Matrix-Full-HD-Display. Das Gerät bietet Dual-SIM mit zwei Nano-SIM-Karten. Wenn der Nutzer als Erweiterung des 16 GB großen Speichers eine microSD-Karte nutzen möchte, muss er auf die zweite SIM-Karte verzichten.

#### OnePlus Nord
Das OnePlus Nord ist das erste Mittelklasse-Smartphone von OnePlus seit dem OnePlus X und wurde am 21. Juli 2020 in einer Online-Präsentation vorgestellt. Es hat ein 6,44 Zoll großes AMOLED-Display mit einer Bildwiederholrate von 90 Hertz, in dem sich oben eine Lücke für die beiden Front-Kameras befindet. Die Hauptselfie-Kamera hat 32 Megapixel und die 105-Grad-Weitwinkelkamera hat 8 Megapixel. Auf der Rückseite gibt es eine Quad-Kamera, bestehend aus einer 48-MP-Hauptkamera, einem 8-MP-Ultraweitwinkelobjektiv, einer Makro-Linse und einer Linse für Tiefenerkennung. Das OnePlus Nord hat einen Mono-Lautsprecher. Der Akku hat eine Größe von 4115 mAh, der Prozessor ist der Snapdragon 765G mit integrierter 5G-Funktionalität. Es wird mit 128 GB Speicher und 8 GB Ram, sowie 256 GB Speicher und 12 GB Ram verkauft. Der reguläre Verkauf startete am 4. August 2020. Das Nord war das meistverkaufte Smartphone von OnePlus in Europa.

### Galerie
Verschiedene OnePlus-Smartphones:

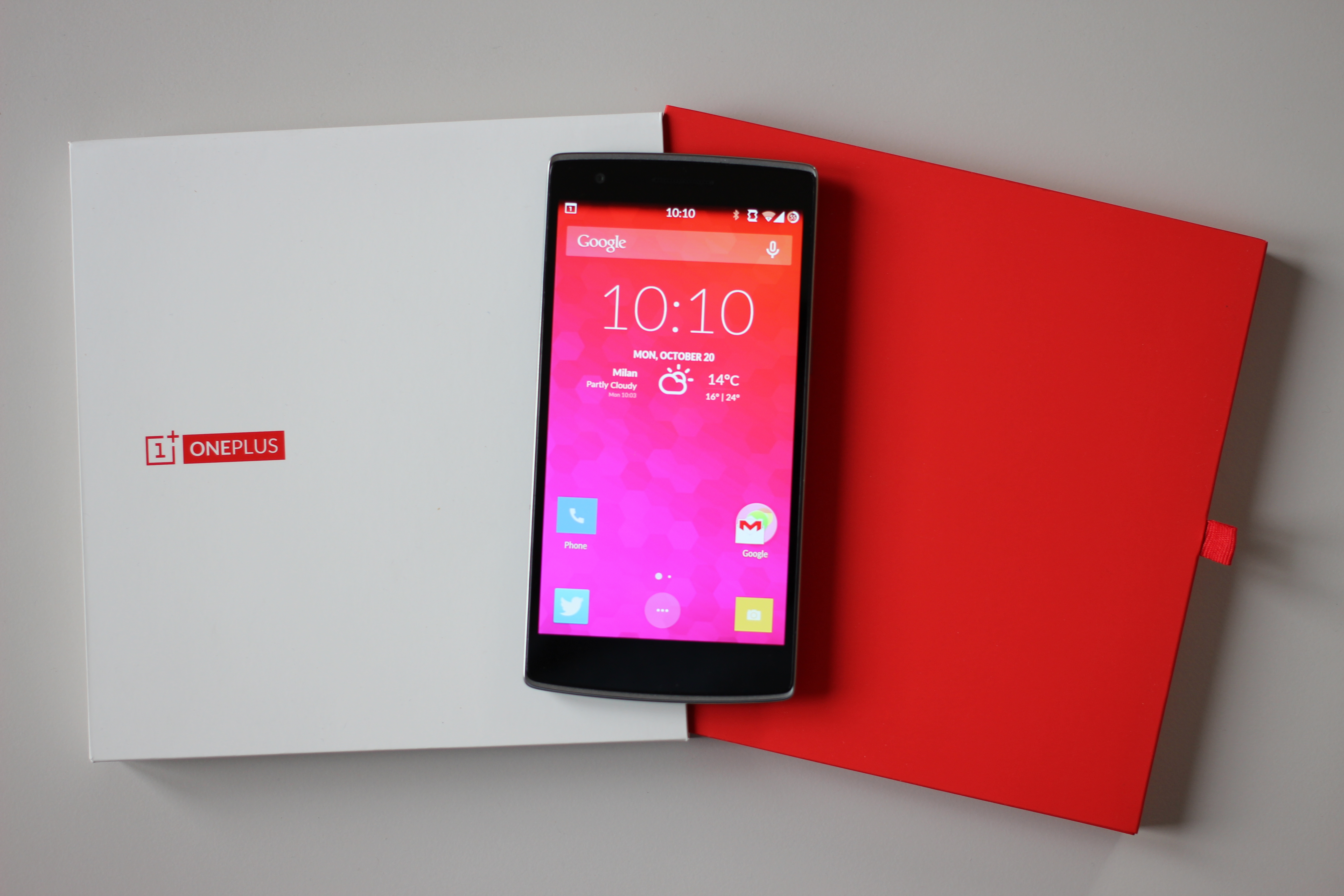
OnePlus One (2014)
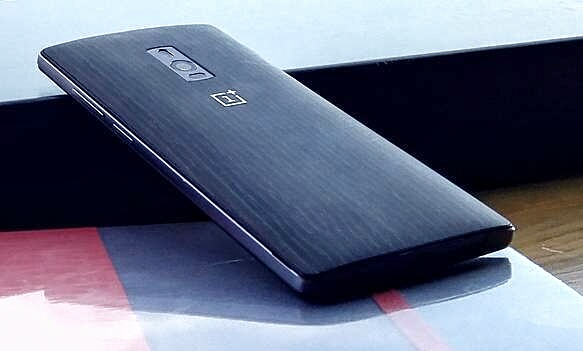
OnePlus 2 (2015)
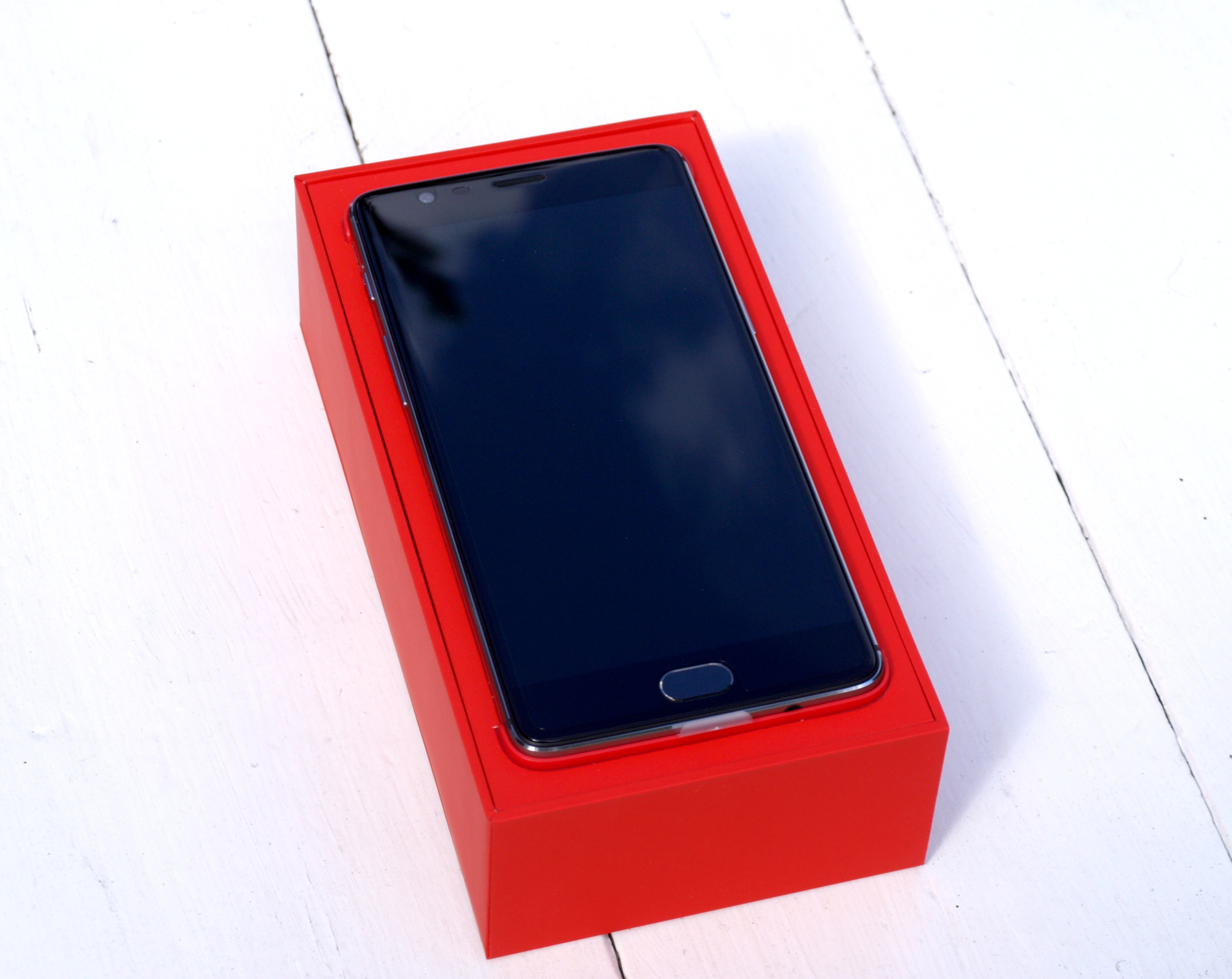
OnePlus 3 (2016)
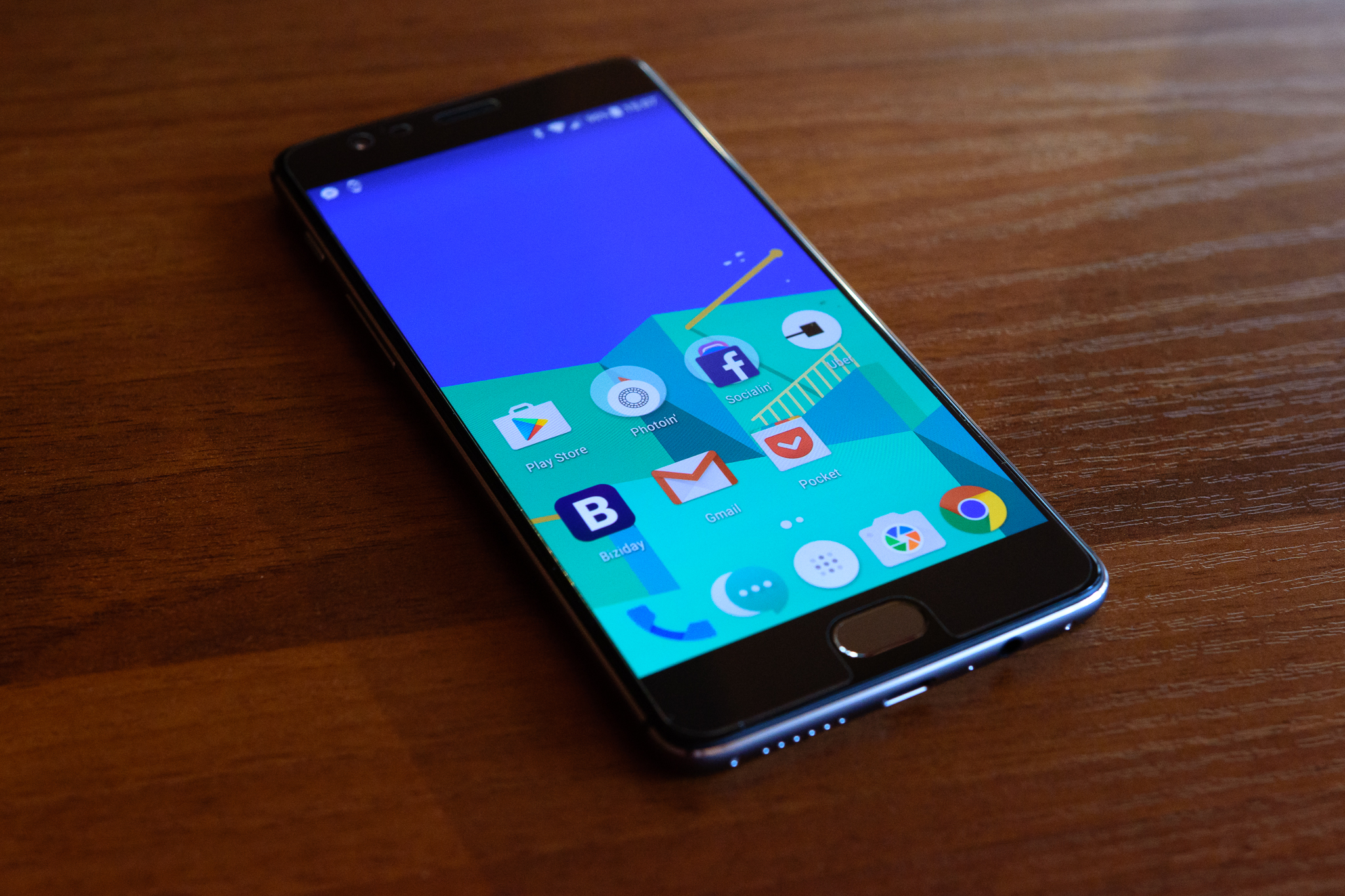
OnePlus 3T (2016)
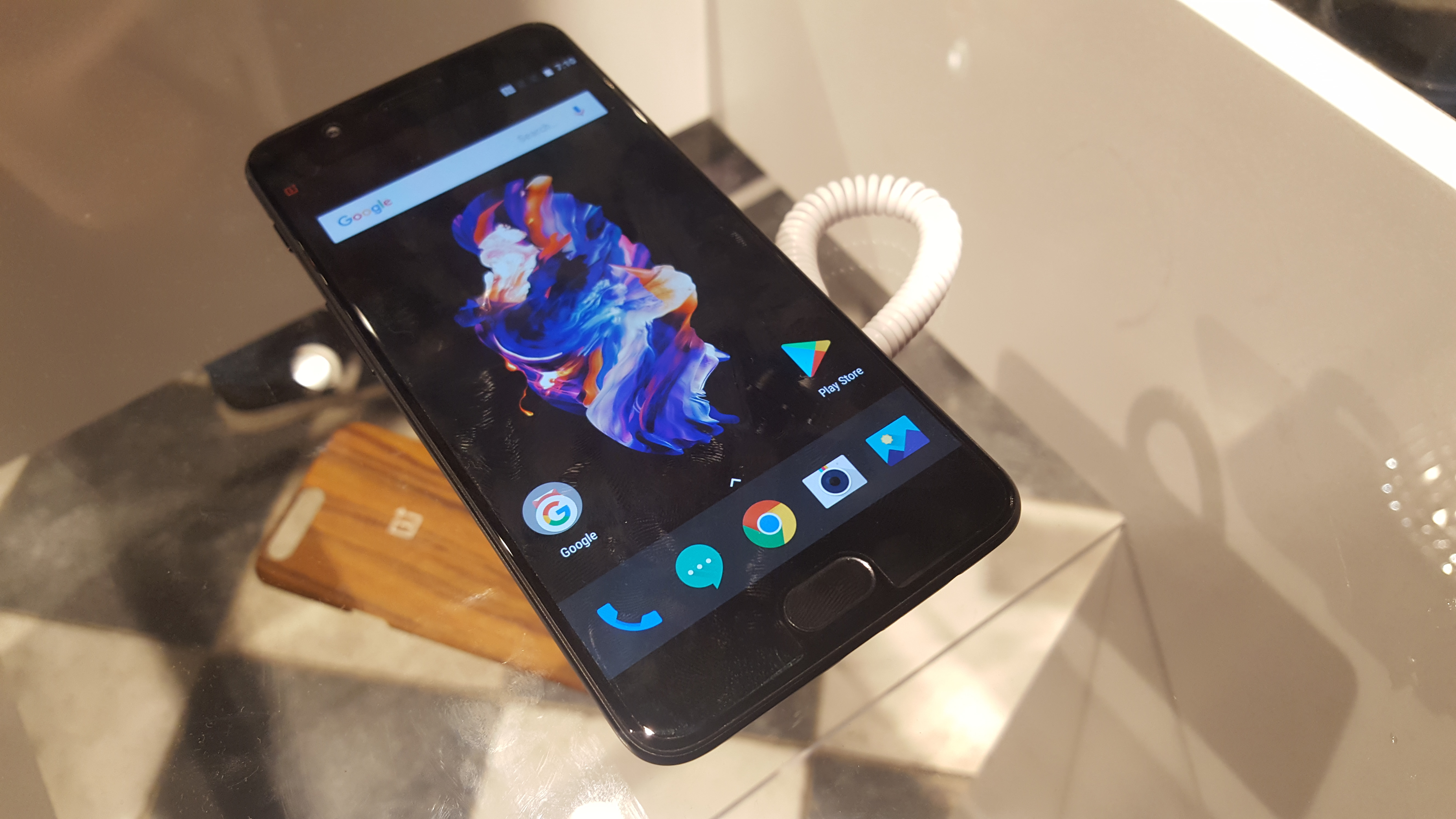
OnePlus 5 (2017)
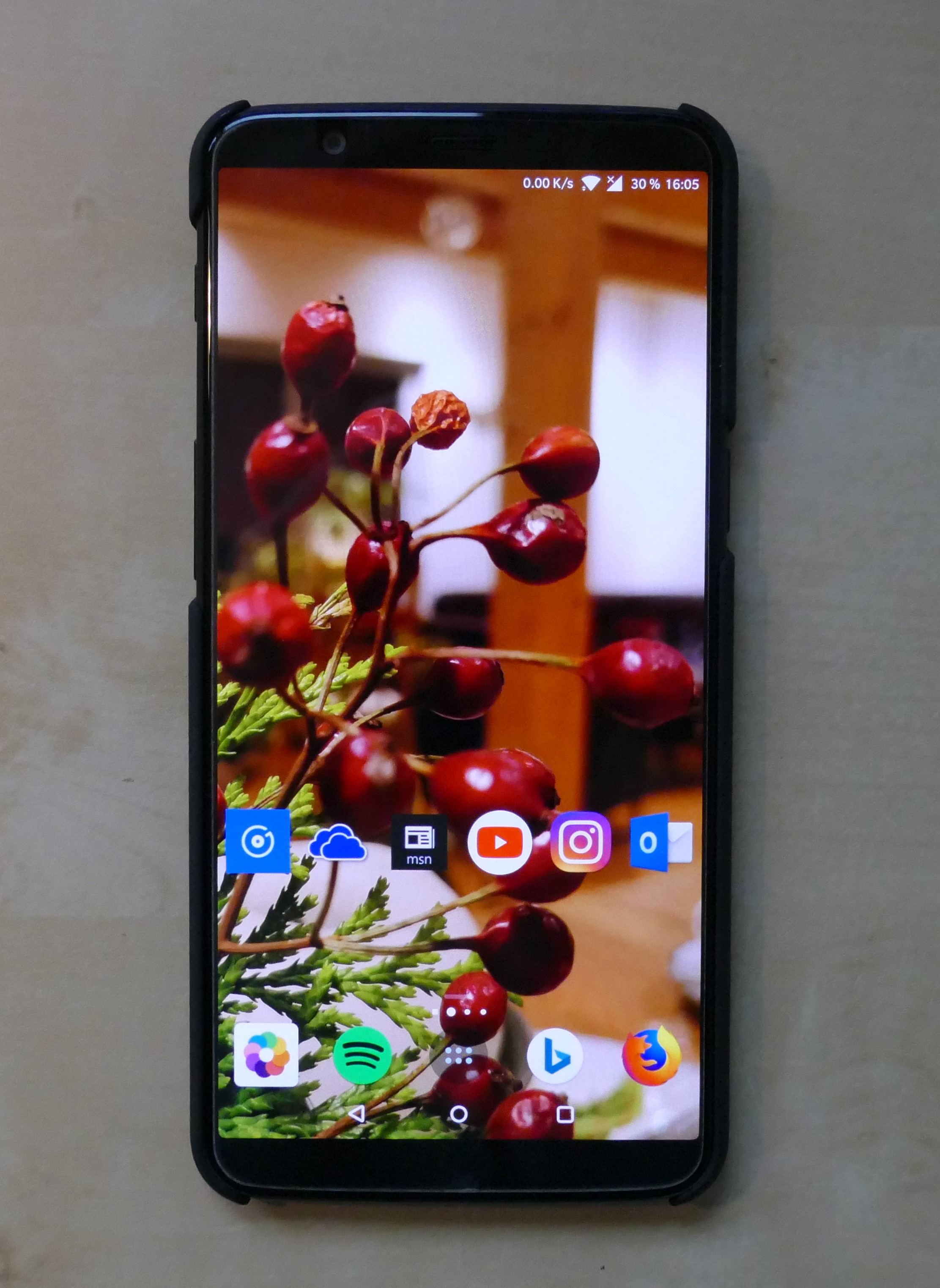
OnePlus 5T (2017)
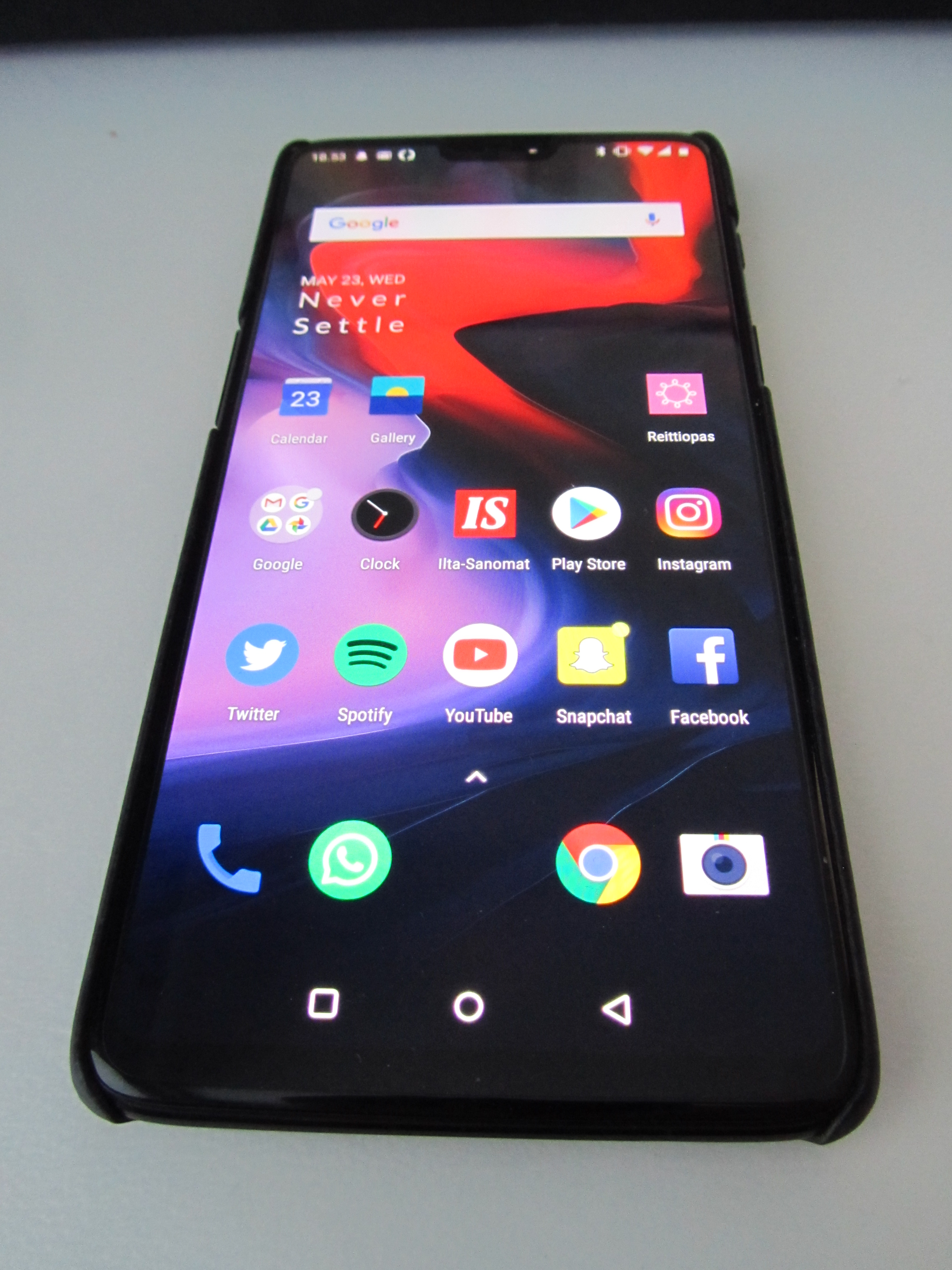
OnePlus 6 (2018)
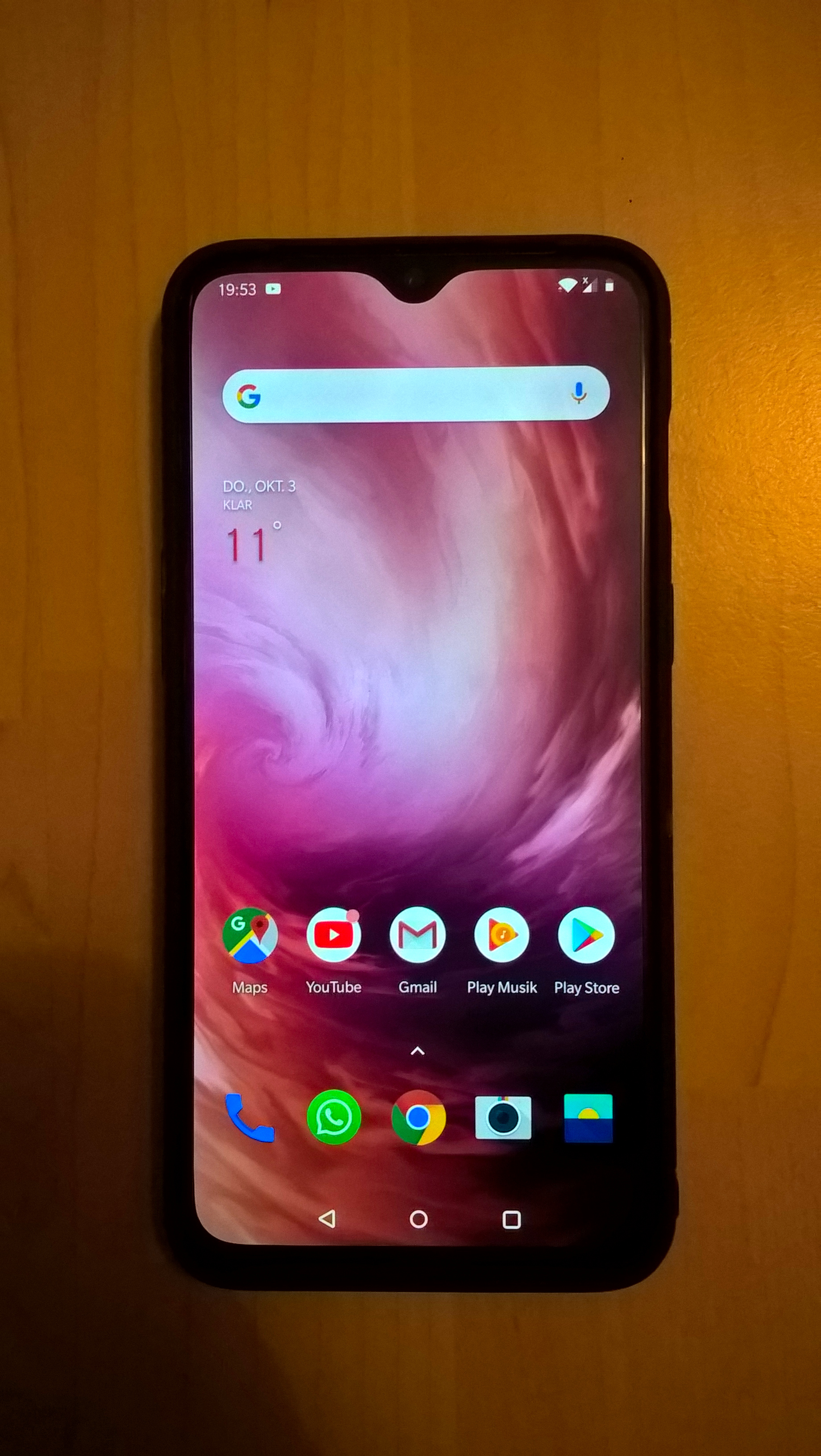
OnePlus 7 (2019)
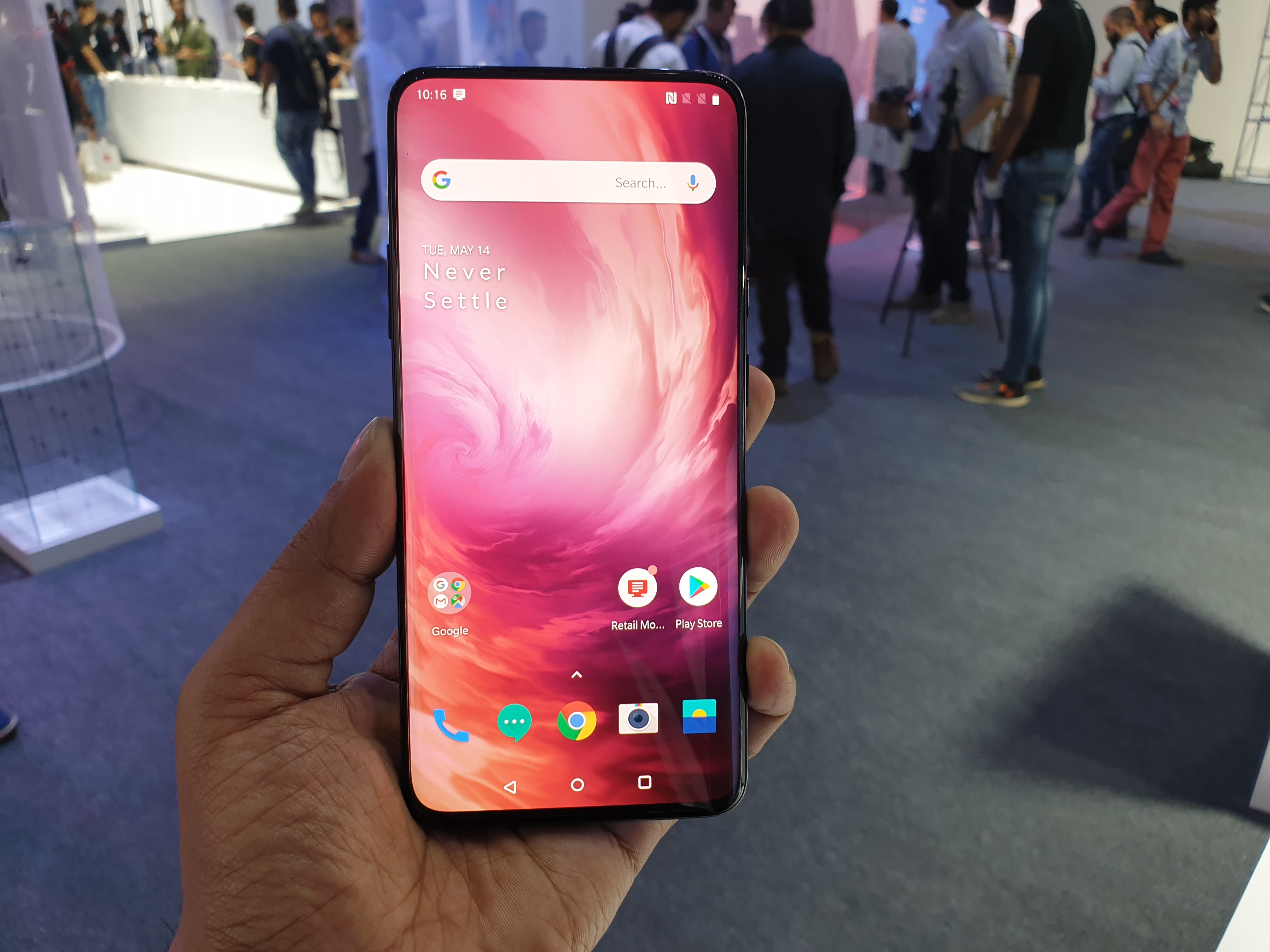
OnePlus 7 Pro (2019)
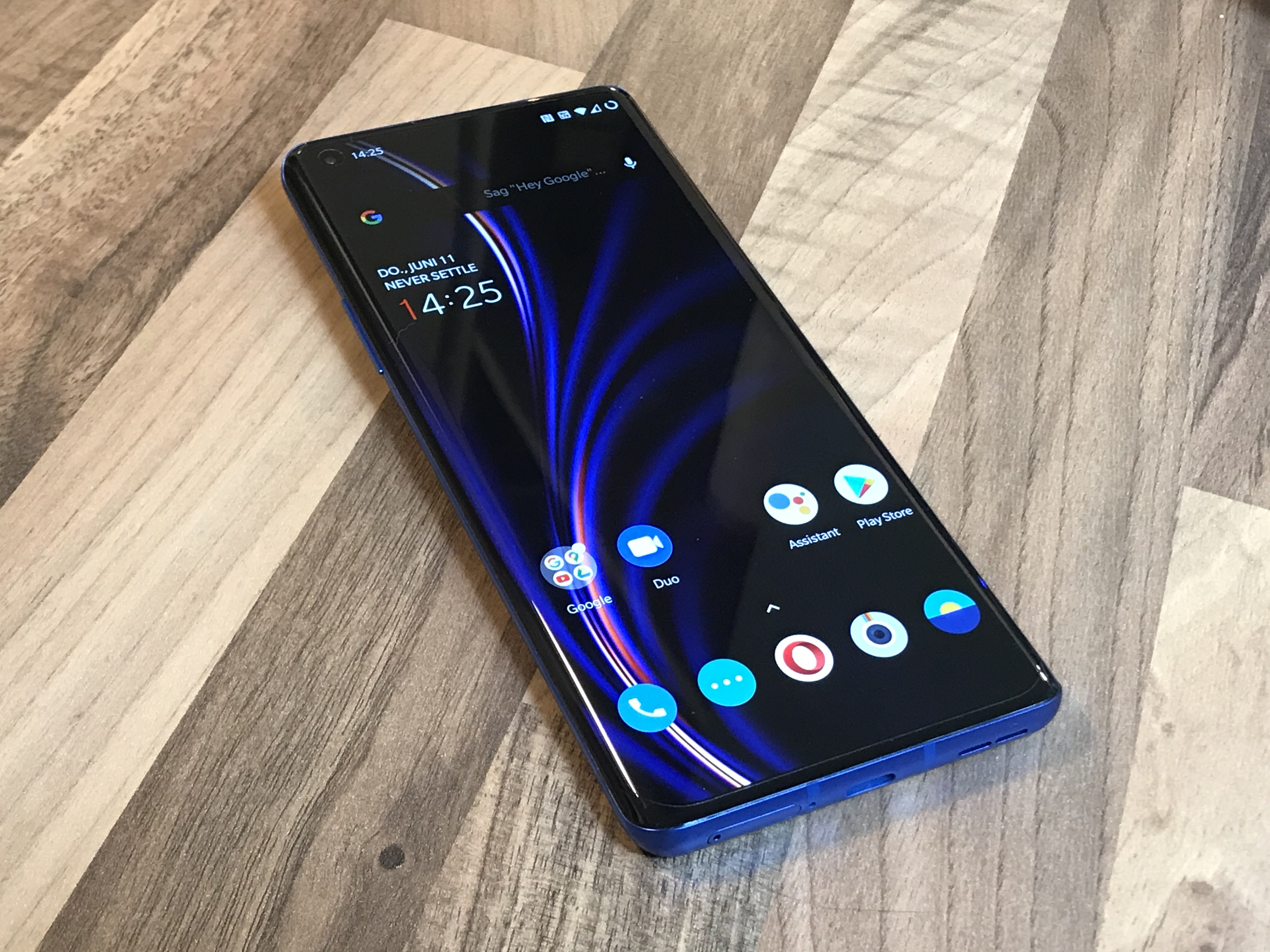
OnePlus 8 (2020)
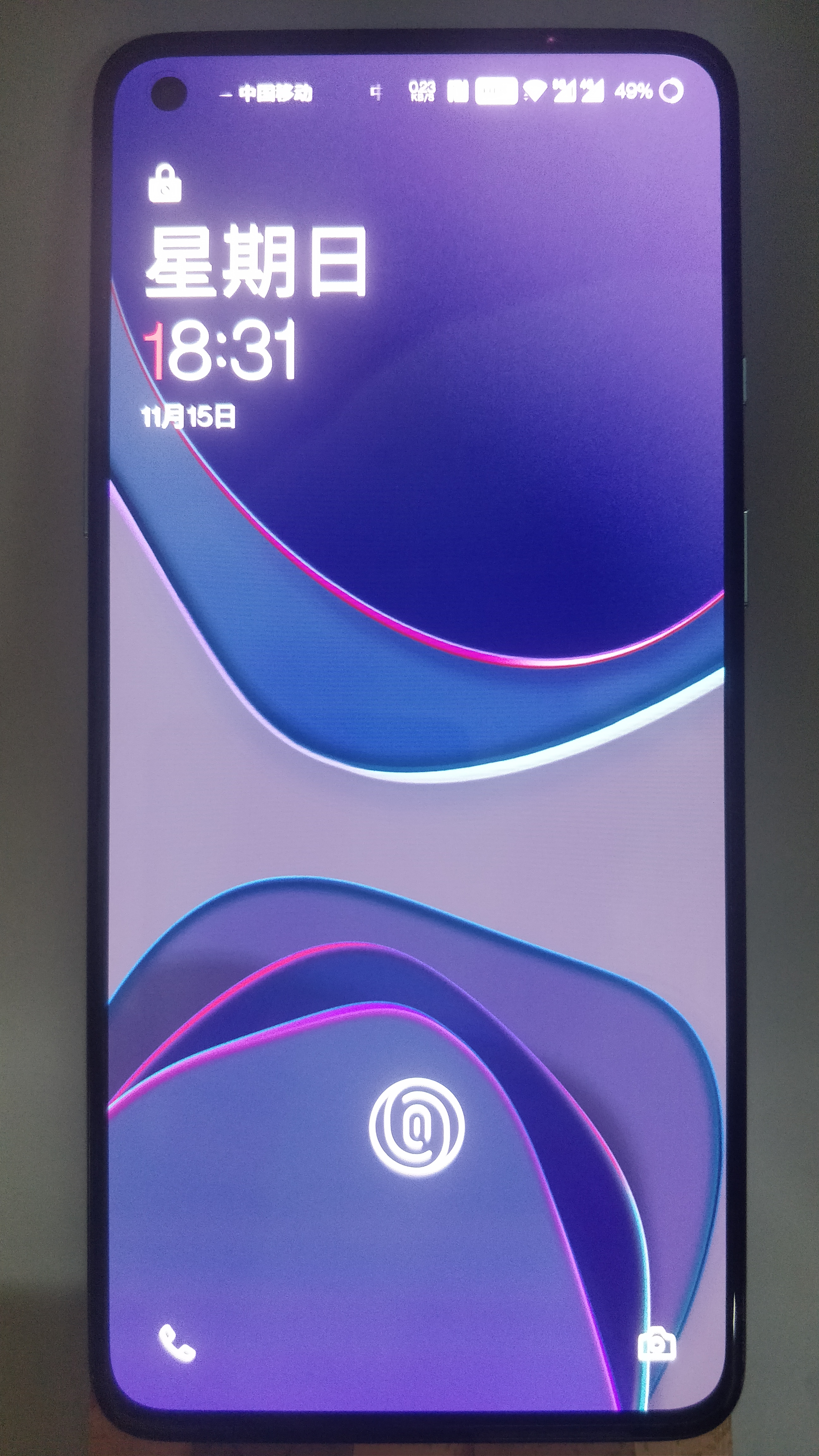
OnePlus 8T (2020)
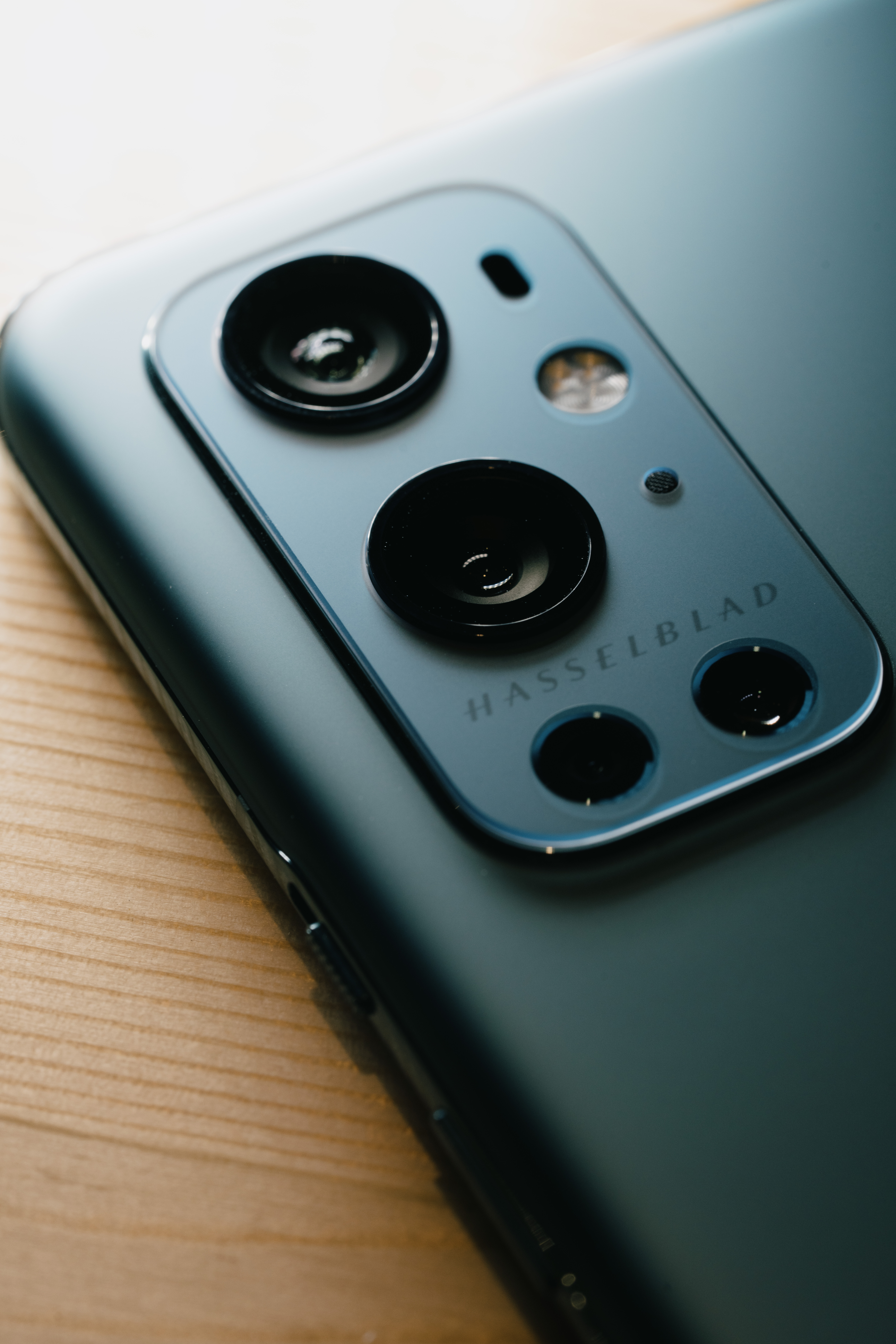
OnePlus 9 Pro (2021)

### OnePlus Pad
Das OnePlus Pad ist das erste Tablet von OnePlus und wurde am 7. Februar 2023 vorgestellt. Das Tablet verfügt über ein 11,61 Zoll LC-Display mit einer Auflösung von 2900x2000 Pixel (296 PPI), einer Bildwiederholrate von 144 Hertz, einer Helligkeit von 500 Nits und einem Seitenverhältnis von 7:5. Das OnePlus Pad verfügt über eine 13-Megapixel-Hauptkamera mit EIS-Stabilisierung, die Videos mit 4K/30 fps aufnehmen kann. Die 8-Megapixel-Frontkamera kann Videos mit 1080/30 fps aufnehmen. Als Prozessor kommt der MediaTek Dimensity 9000 zum Einsatz, als GPU wird der ARM G710 MC10 verwendet. Dazu kommen 12 GB LPDDR5-Arbeitsspeicher sowie 128 GB interner UFS 3.1-Speicher. Der Akku hat eine Kapazität 9510 mAh und kann per Supervooc mit 67 Watt kabelgebunden geladen werden. Die Abmessungen des OnePlus Pad sind 258,03x189,41x6,54 mm, das Tablet ist 552 Gramm schwer. Das OnePlus Pad verfügt über Bluetooth 5.3, Dual-Band, aptx HD, OTG, USB Typ-C 2.0, vier Lautsprecher, es unterstützt WiFi 6 und kann über eine 2D-Gesichtserkennung entsperrt werden. Darüber hinaus besteht Tastatur und Stiftkonnektivität, der Eingabestift OnePlus Stylo wird kabellos am Tablet geladen und hat eine Latenz von 2ms. Kritikpunkte sind die mangelnde 5G-Unterstützung und der geringe Übertragungsstandard USB Typ-C 2.0, außerdem ist das Tablet nur als WiFi-Version ohne eigene SIM erhältlich. Bei Marktstart war das aktuelle Betriebssystem Android 13 mit der Benutzeroberfläche OxygenOS vorinstalliert.

## Wearables

### OnePlus Watch
Im Zuge der Vorstellung der OnePlus-9-Reihe stellte der Hersteller seine erste Smartwatch vor. Die OnePlus Watch ist in der Classic-Edition in den Farben Schwarz und Silber erhältlich, außerdem gibt es eine limitierte Cobald-Edition. In der Classic-Edition besteht der Rahmen aus Edelstahl, die Cobald-Edition verfügt über Saphirglas und der Rahmen wird aus einer Cobald-Legierung hergestellt. Herstellerangaben zufolge sind die Uhren handpoliert. Das AMOLED-Display hat einen Durchmesser von 1,39 Zoll und eine Auflösung von 454 × 454 Pixeln. Die Watch besitzt einen 4 GB großen Speicher, effektiv können davon 2 GB genutzt werden. Des Weiteren kann man mit der Smartwatch Anrufe tätigen und beantworten, Nachrichten beantworten und mit der Watch als Fernbedienung Fotos über die Kamera des Smartphones aufnehmen. Die Smartwatch hat integriertes GPS und unterstützt 110 Trainingstypen, erkennt automatisch Joggen und Laufen, und bietet eine Überwachung des SWOLF-Wertes für Schwimmer. Der Akku hat eine Kapazität von 402 mAh, je nach Nutzung beträgt die Akkulaufzeit 1 bis 2 Wochen. Dank Schnellladung genügen fünf Minuten aufladen für einen Tag und 20 Minuten für eine Woche.

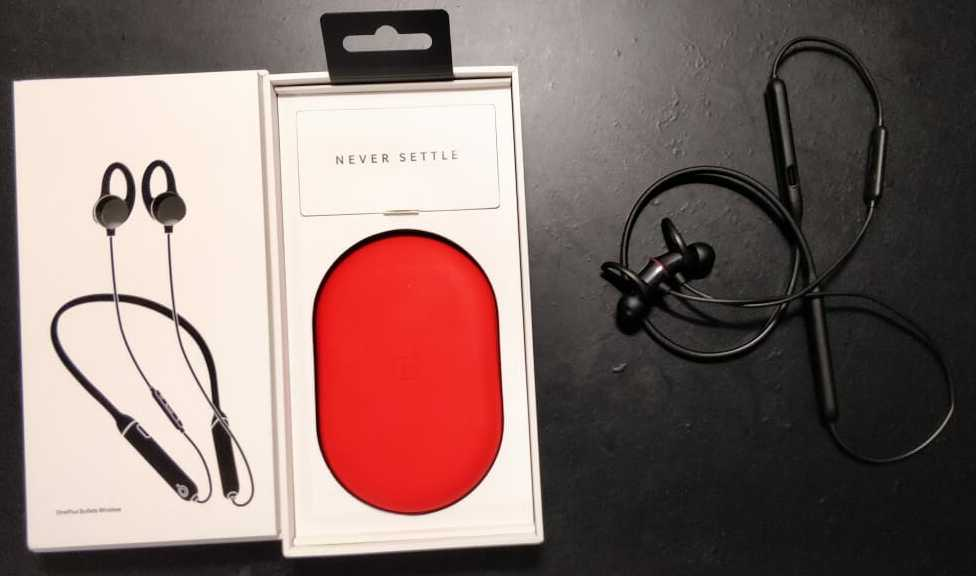
OnePlus-Ohrhörer

### Kopfhörer
- OnePlus Buds Pro 3
- OnePlus Buds 3
- OnePlus Buds Pro 2
- OnePlus Buds Pro
- OnePlus Buds
- OnePlus Buds Z
- OnePlus Buds Z2
- OnePlus Bullets Wireless Z

## Software
Alle Smartphones von OnePlus erscheinen mit der neusten Android-Software auf dem Markt. Die Benutzeroberfläche OxygenOS verändert Android kaum, es gibt nur wenige Anpassungen, etwa dass Elemente auf dem Display weiter nach unten in die Nähe der Hand rücken um die Bedienung der oft großen Geräte zu erleichtern. Je nach Serie können die Updates zwischen einem und vier Softwareupdates sowie drei bis fünf Jahre Sicherheitsunterstützung variieren.

## Kritik

### Nutzerdatensammlung
Im Oktober 2017 wurde bekannt, dass das herstellereigene Betriebssystem OxygenOS auf OnePlus-Smartphones detaillierte und nicht anonymisierte Nutzungsdaten sammelt und an chinesische Server sendet. Unter den Daten waren sowohl die IMEI als auch die Telefonnummer. Dies ließ sich nicht abschalten, sondern allenfalls durch Installation eines alternativen Betriebssystems (Custom-ROM) unterbinden. Die Sammlung von Nutzerdaten sollte dann noch im Oktober 2017 zu deaktivieren sein, während die Sammlung und Übermittlung von Gerätedaten, etwa der Nutzungsdauer einzelner Apps, „zur Verbesserung des Betriebssystems“ gewollt seien.